# Viễn Tây Ý

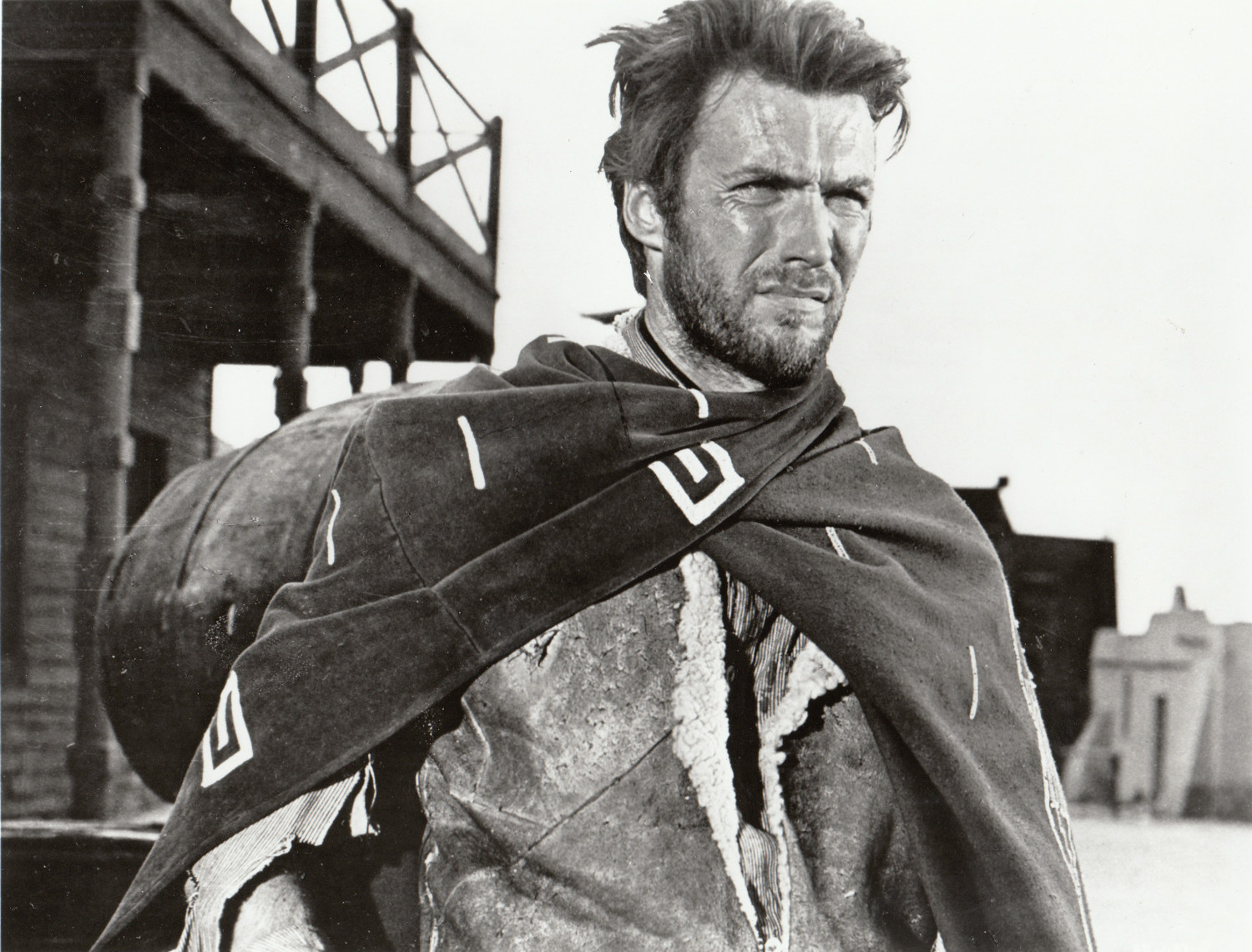
Clint Eastwood vai 'Gã Không Tên' trong ảnh quảng bá cho phim Một nắm đô la, đạo diễn bởi Sergio Leone (1964).

Viễn Tây Ý hay cao bồi Ý (tiếng Anh: Spaghetti Western, tiếng Ý: Western all'italiana) là thể loại con của phim Viễn Tây được sản xuất ở châu Âu. Khái niệm này xuất hiện vào những năm 1960 từ phong cách phim của Sergio Leone và thành công doanh thu quốc tế của ông. Sở dĩ các giới phê bình đặt tên như vậy vì hầu hết các phim Viễn Tây này được sản xuất và đạo diễn bởi người Ý.
Các phim của Leone và các phim Viễn Tây Ý khác được mô tả là né tránh, phê phán, "giảm thần thánh hóa" nhiều quy ước (convention) của Viễn Tây Mỹ truyền thống. Đây được xem một phần là do chủ ý và một phần là do bối cảnh văn hóa khác biệt.

## Tên gọi
Trong tiếng Việt, thể loại này còn được gọi là cao bồi Ý.
Trong tiếng Anh, theo diễn viên Aldo Sambrell, từ Spaghetti Western được đặt ra bởi nhà báo Ý Alfonso Sánchez do liên hệ với món spaghetti của Ý. Ngoài ra, ở Nhật Bản gọi thể loại này là Macaroni Western. Các phim này được gọi ở Ý là western all'italiana (Viễn Tây kiểu Ý). Từ Italo-Western cũng được sử dụng, nhất là ở Đức. Từ Paella Western được dùng để chỉ các phim Viễn Tây sản xuất ở Tây Ban Nha. Eurowesterns là phim Viễn Tây được sản xuất ở châu Âu mà không sự tham gia của người Ý, như các phim về Winnetou ở Tây Đức hoặc các phim Viễn Tây Đỏ ở Đông Đức.

## Sản xuất
Hầu hết các phim Viễn Tây Ý đều là đồng sản xuất giữa Ý và Tây Ban Nha, và có khi Pháp, Tây Đức, Anh, Bồ Đào Nha, Hy Lạp, Israel, Yugoslavia hoặc Mỹ. Hơn 600 phim Viễn Tây châu Âu được sản xuất trong khoảng từ năm 1960 đến 1978.
Các phim này được công chiếu ở Ý hoặc được lồng tiếng Ý, nhưng vì các phim này đều có dàn diễn viên đến từ nhiều nước và âm thanh đều được căn khớp miệng ở hậu kỳ, nên hầu hết các phim Viễn Tây Ý đều không có ngôn ngữ chính thức.
Đội ngũ làm phim Viễn Tây Ý thường có chung một công thức: một đạo diễn Ý với đội kĩ thuật Tây Ban Nha gốc Ý, dàn diễn viên Ý và Tây Ban Nha, và có khi Tây Đức và Mỹ.

## Địa điểm quay
Hầu hết các phim Viễn Tây Ý từ 1964 đến 1978 đều có kinh phí thấp và được quay ở hãng phim Cinecittà và khắp miền nam nước Ý và Tây Ban Nha. Bối cảnh phim thường là khung cảnh khô cằn ở Tây Nam nước Mỹ và Bắc Mexico, vì thế các địa điểm quay phim thường là sa mạc Tabernas và Vườn quốc gia Cabo de Gata-Níjar, nơi có các núi lửa đã tắt với các bãi cát lớn, ở tỉnh Almería thuộc đông nam nước Ý. Nhiều phim trường Viễn Tây Ý nay trở thành công viên giải trí để tồn tại như Texas Hollywood, Mini Hollywood, Western Leone và hiện vẫn được dùng để làm phim trường. Ngoài ra, các địa điểm quay khác gồm miền Trung và miền Nam nước Ý, như các công viên ở Valle del Treja (giữa Roma và Viterbo), khu vực Camposecco (kế Camerata Nuova, nơi có đá vôi Karst), vùng đồi  Castelluccio, khu vực quanh núi Gran Sasso, mỏ đá ở Tivoli và đảo Sardegna. Riêng God's Gun thì được quay ở Israel.